# Edmundo Gómez Mango
Edmundo Gómez Mango, né le 3 janvier 1940 à Montevideo et mort le 2 mars 2019 à Boulogne-Billancourt, est un médecin, psychanalyste et écrivain uruguayen et français. Il est président de l'Association psychanalytique de France de 2002 à 2004.

## Biographie
Edmundo Gómez Mango est chef de clinique psychiatrique à la faculté de médecine et professeur de littérature générale à Montevideo. 
Il est réfugié politique en France en 1976 puis obtient la nationalité française. Il est psychanalyste en 1999. Membre titulaire formateur de l'Association psychanalytique de France, il en est le président de 2002 à 2004.

## Activités littéraires
Edmundo Gómez Mango est l'auteur d'articles parus dans la Nouvelle Revue de psychanalyse. Il a participé à diverses émissions de France Culture,.
Il publie en 2012, avec J.-B. Pontalis, un essai intitulé Freud avec les écrivains, dans lequel les auteurs s'intéressent aux écrivains qui ont marqué Freud : Shakespeare, Goethe, Schiller, Dostoïevski notamment, et les auteurs contemporains avec lesquels il a correspondu, Arthur Schnitzler ou Stefan Zweig notamment.
Edmundo Gómez Mangoa a traduit Les Fleurs du mal en espagnol.

## Publications
- « Le Migrant et ses signes », Cultures et psychothérapie, Annales de Psychothérapie, Paris, ESF, 1982.
- La Place des mères, Paris 1999, Gallimard, 385 p.
- La Poésie de Juan Gelman et l'appel des disparus, Paris, 2002, Myriam Solal, 47 p.
- La Mort enfant, Paris, 2003, coll. « Connaissance de l’inconscient », série «Tracés», Gallimard, 225 p.
- « Les Temps de l'exil », L'Information psychiatrique, 2007/9, vol. 83, p. 745-750, [lire en ligne]
- « Pour une clinique de la désolation », in Marcel Sassolas (dir.), Conflits et conflictualité dans le soin psychique, 2008, Érès, p. 199-207.
- Un muet dans la langue, Paris, 2009, Collection Connaissance de l’inconscient – Tracés, Gallimard, 288 p.
- « Freud et la fiction », Annuel de l'APF, 2011, p. 109-118, [lire en ligne]
- Freud avec les écrivains (avec J.-B. Pontalis), Paris, 2012, coll. « Connaissance de l’inconscient », série «Tracés», Gallimard, 388 p.